# Application contractante
Pour les articles homonymes, voir Contraction.
En mathématiques et plus particulièrement en analyse, une application contractante,, ou contraction, est une application qui « rapproche les images » ou, plus précisément, une application k-lipschitzienne avec k < 1. Le théorème de point fixe le plus simple et le plus utilisé concerne les applications contractantes.

## Définition et exemples
Une application f d'un espace métrique (E, d) dans lui-même est dite k-contractante si 0 ≤ k < 1 et si, pour tout couple de points x et y de E, d(f(x), f(y)) ≤ kd(x, y). Elle est dite contractante si elle est k-contractante pour une certaine constante k.
Un endomorphisme d'espace vectoriel normé dont la norme est strictement inférieure à 1 (ou une application affine associée à un tel endomorphisme) est une application contractante. L'exemple le plus simple est celui d'une homothétie de rapport λ avec |λ| < 1.
Plus généralement, l'inégalité des accroissements finis permet de montrer qu'une fonction dérivable de dérivée bornée en norme par k < 1 est contractante ; c'est par exemple le cas sur R de l'application {\displaystyle x\mapsto (x+\sin x)/3}, avec k = 2/3.

## Théorème du point fixe pour une application contractante
Théorème — Soient E un espace métrique complet (non vide) et f une application k-contractante de E dans E. Alors, f possède un unique point fixe x*. De plus, toute suite récurrente définie par {\displaystyle x_{0}\in E} et {\displaystyle x_{n+1}=f(x_{n})} converge vers x* et vérifie la majoration :
La preuve classique,, consiste essentiellement à montrer que pour toute suite vérifiant {\displaystyle x_{n+1}=f(x_{n})}, on a {\displaystyle d(x_{n},x_{n+p})\leq {\frac {k^{n}}{1-k}}\ d(x_{0},x_{1})}.
Ce théorème est souvent mentionné comme le théorème du point fixe de Banach — qui l'a énoncé en 1920 dans le cadre de la résolution d'équations intégrales — ou théorème du point fixe de Picard.

## Corollaire pour une application dont une itérée est contractante
Le corollaire suivant est utilisé dans certaines preuves du théorème de Cauchy-Lipschitz, ce qui dispense des précautions de la preuve usuelle, destinées à se placer dans une situation où l'application f est contractante.
Corollaire,,,, — Soient E un espace métrique complet (non vide) et f une application (non nécessairement continue) de E dans E dont une itérée f q est contractante (on dit que f est à puissance q-ième contractante). Alors f possède un unique point fixe x* et toute suite d'éléments de E vérifiant la récurrence xn+1 = f(xn) converge vers x*.
Remarque
Comme dans le théorème, la convergence de la suite est au moins géométrique (de raison k1/q si f q est k-contractante).

## Approximations successives
Ces résultats donnent un algorithme de calcul du point fixe (c'est la « méthode des approximations successives ») contrairement à d'autres théorèmes de point fixe qui nous assurent seulement de l'existence de points fixes sans indiquer comment les déterminer. De plus, l'énoncé donne un majorant de l'erreur.
On peut remarquer que dans le théorème principal, si l'on note kn la constante de Lipschitz de f n, on a majoré kn par kn. Cette majoration est souvent très mauvaise[réf. nécessaire], ce qui explique que la majoration précédente de d(xn, x*) soit souvent pessimiste. En faisant sur f une hypothèse un peu plus forte que celle du corollaire ci-dessus, mais pas autant que celle du théorème, on peut aboutir à de meilleures majorations (par exemple dans le cas de la résolution des équations différentielles) : si, pour tout entier n, l'application f n est kn-lipschitzienne et si la série de terme général kn est convergente — ce qui permet d'appliquer le corollaire puisque kq < 1 pour q assez grand — alors, en notant comme précédemment x* le point fixe de f et xn = f n(x0) (pour un point arbitraire x0 de E),

## Applications classiques
- Résolution d'équations numériques, voir notamment méthode de Newton
- Résolution approchée de systèmes linéaires par itération
- Résolution d'équations différentielles : théorème de Cauchy-Lipschitz
- Théorème des fonctions implicites
- Application à la définition de l'attracteur d'un système de fonctions itérées